# 石坂照子
石坂 照子（いしざか てるこ、1926年9月28日 - 2019年6月4日）は、日本の免疫学者。ジョンズ・ホプキンズ大学教授などを歴任、在米時代の愛称はテリー (Terry)。フルブライトフェロー。
夫の石坂公成とともに免疫グロブリンEの機序を解明、発表した。夫妻の功績を記念し毎年2月20日を「アレルギーの日」に、またその週は「アレルギー週間」に指定された。

## 履歴
旧姓松浦、1944年3月旧山形第一高等女学校卒業、東京女子医学専門学校 (東京女子医科大学の前身) に進む。1949年に卒業し1957年月3月22日、東京大学で医学博士号を授与される。大学卒業後の1951年から1957年にわたり国立予防衛生研究所 (国立感染症研究所の前身) で血清の研究を進め、フルブライト奨学金を得てアメリカ合衆国カリフォルニア工科大学へ研究留学するのは1957年から1959年までである。東京大学大学院で恩師岸本忠三（第14代大阪大学校長）の指導を共に受けた石坂公成と一緒であった。石坂はコロラド大学附属デンバー病院ぜん息研究所病院の助教授職 (小児科) を1962年から1970年まで務める。
1970年に2度目の渡米、コロラド州立大学からジョンズ・ホプキンズ大学へ移ると准教授として迎えられ (アソシエイト・プロフェッサー)、医学と免疫学の授業を行う。1979年には医学部教授に昇進。当時、アメリカ東海岸で同大学ほかハーバード大学、ペンシルベニア大学などに在籍する女性の教授の2人目で、日本人女性がアメリカの大学で正式に教授職についた先駆けと言われる。
研究テーマは日本にいた時から補体であったことから、世界の補体研究を率いたジョンズ・ホプキンス大学のマンフレッド・M・メイヤーの教室で微生物学の研究を始める。やがて重合したγグロブリンに補体を結合する作用があり、その機序が抗原抗体結合物と同様であること、抗体分子が（抗原によって）重合し補体が抗原抗体結合物に結合することを証明した。1979年に同大学教授に就任、ラホイヤ研究所のアレルギー部長とカリフォルニア工科大学教授を兼務。ジョンズ・ホプキンズ大学を退職後、石坂は1989年にラホイヤ研究所 (LJI、旧 LIAI) で研究施設を開設する。
ラホイヤ研究所を引退した石坂は夫と故郷の山形県へ移る。線条体黒質変性症を発症、療養を続けていた。
2019年6月4日、肺炎のため死去。92歳没。

## 実績
1966年2月20日、石坂照子と石坂公成の連名で免疫抗体Eの発見を発表、世界のアレルギー研究に大きな突破口をもたらす。

### 受賞、記念日
- 1972年 パサノ賞 (石坂公成と共同受賞)　de:パサノ賞
- 1973年 朝日賞[14]
- 1973年 ガードナー国際賞[15][16]
- 1990年 ベーリング北里賞[1][4][17]
- 1995年—2月20日「アレルギーの日」とその週を「アレルギー週間」に指定
  - 日本アレルギー協会は免疫グロブリンE発見を発表した日付を記念日とし、石坂夫妻を顕彰した。
- 2004年 「American Men and Women of Science」誌に現役の優れた生物学者として掲載される。

## 著作

### 論文
発表順
- Ishizaka, Kimishige、Ishizaka, Teruko「フロキュラシオンの機構に関する研究 -1-」『日本細菌学雑誌』第7巻第6号、1952年、571-575頁、ISSN 0021-4930、NCID AN00189800、OCLC 804336438。
- 石坂 公成; 石坂 照子 (1953年2月1日). “フロキュラシオンの機構に関する研究 -2- [Studies on the mechanism of the flocculation]”. 日本細菌学雑誌 [Nippon Saikingaku Zasshi] 8 (1):  9-15. ISSN 0021-4930. OCLC 5179147088.
- 石坂 公成; 石坂 照子 (1953年2月). “抗毒素免疫の機構に関する研究 -1-  [Studies on the mechanism of antitoxic immunity]”. 日本細菌学雑誌 8 (1):  33-37. ISSN 0021-4930. OCLC 5179147092.
- 石坂 公成; 石坂 照子 (1953年4月). “フロキュラシオンの機構に関する研究 -2- [Studies on the mechanism of the flocculation]”. 日本細菌学雑誌 8 (2):  169-174. ISSN 0021-4930. OCLC 5179147107.
- 石坂 公成; 石坂 照子 (1953-04). “抗毒素免疫の機構に関する研究 -2-  [Studies on the mechanism of antitoxic immunity]”. 日本細菌学雑誌 8 (2):  183-187. ISSN 0021-4930. OCLC 5179147110.
- Ishizaka, Kimishige; Ishizaka, Teruko (1953). 国立予防衛生研究所;  国立感染症研究所. “Studies on the toxin-anaphylaxis and the rate of combination of diphtheria toxin and antitoxin in vitro” (英語). Japanese Journal of Medical Science and Biology 6 (2):  131-142. ISSN 0021-5112. NCID AA0069098X. OCLC 5576008759.
- Ishizaka, Kimishige; Ishizaka, Teruko (1954). “Studies on the relationship between toxin-anaphylaxis and antitoxic immunity I. Quantitative studies on the toxin-anaphylaxis in vitro” (英語). Japanese Journal of Medical Science and Biology 7 (6):  641-653. ISSN 0021-5112. OCLC 5576009590.
- 石坂 照子 (1954-01). “ジフテリア毒抗素間の補体結合反応に関する研究 -3-  [Studies on the complement fixation reaction of diphtherial toxin and antitoxin]”. 日本細菌学雑誌 9 (1):  41-47. ISSN 0021-4930. OCLC 5179151277.
- 石坂 公成; 石坂 照子 (1954-10). “フロキユラシオンの機構に関する研究 -4- [Studies on the mechanism of the flocculation]”. 日本細菌学雑誌 9 (10):  835-841. ISSN 0021-4930. OCLC 5179151292.
- 石坂 照子 (1955-02). “ジフテリア毒素抗毒素間の補体結合反応に関する研究 -2-”. 日本細菌学雑誌 10 (2):  171-176. ISSN 0021-4930. OCLC 5179135115.[18]
- Ishizaka, Kimishige; Ishizaka, Teruko; Sugihara, Takao (1955). “Studies on the toxin-anaphylaxis and antitoxic immunity II. Significance of the relation between the tissue antitoxin and circulating antitoxin on the toxin anaphylaxis and antitoxic immunity”. Japanese Journal of Medical Science and Biology 8 (3):  283-293. ISSN 0021-5112. OCLC 5575849867.
- 石坂 照子 (1955-03). “ジフテリア毒素抗毒素間の補体結合反応に関する研究 -3- [Studies on the complement fixation reaction of diphtherial toxin and antitoxin]”. 日本細菌学雑誌 10 (3):  211-217. ISSN 0021-4930. OCLC 4804335089.
- Ishizaka, Kimishige; Ishizaka, Teruko; Sugihara, Takao (1956). “Quantitative studies on anaphylaxis in vitro”. Japanese Journal of Medical Science and Biology 9 (4-5):  191-204. ISSN 0021-5112. OCLC 5575846938.
- 博士論文 石坂照子「ジフテリア毒素抗毒素間の補体結合反応に関する研究」、東京大学、1957年3月22日。
- Ishizaka, Kimishige; Ishizaka, Teruko; Sugihara, Takao (1957). “Quantitative studies on anaphylaxis in vitro II. Studies on the species difference of diphtheria antitoxin in sensitizing activity”. Japanese Journal of Medical Science and Biology 10 (2):  93-103. ISSN 0021-5112. OCLC 5575846704.
- Ishizaka, Kimishige; Ishizaka, Teruko; Sugihara, Takao; MATSUNAGA Setsuo (1957). “Quantitative studies on anaphylaxis in vitro III. Comparison between  Schultz-Dale's reaction and serological reactions in vitro”. Japanese Journal of Medical Science and Biology, 10 (5):  329-342. ISSN 0021-5112. OCLC 5576010647.
- Ishizaka, Kimishige; Ishizaka, Teruko; Sugihara, Takao; MARUYAMA Shizue (1957). “Quantitative studies on anaphylaxis in vitro III. Significance of allergic reaction on the neutralization of toxin injected intracutaneously”. Japanese Journal of Medical Science and Biology 10 (5):  343-361. ISSN 0021-5112. OCLC 5576008812.
- Ishizaka, Kimishige; Ishizaka, Teruko (1959-08). “Biological Activities of Aggregated Gamma Globulin I. Skin Reactive and Complement-Fixing Properties of Heat Denatured Gamma Globulin (∗)”. Proceedings of the Society for Experimental Biology and Medicine 101 (4):  845-850. ISSN 0037-9727. OCLC 6846987324.[注釈 1]
- Kimishige Ishizaka; Teruko Ishizaka; Margaret M. Hornbrook (1966年7月1日). “Physico-Chemical Properties of Human Reaginic Antibody”. The Journal of Immunology 97 (1):  75-85. ISSN 0022-1767.
- Kimishige Ishizaka; Teruko Ishizaka (1967-12-01). “Identification of γE-Antibodies as a Carrier of Reaginic Activity”. The Journal of Immunology 99 (6):  1187-1198. ISSN 0022-1767 2017年11月5日閲覧。.
- Kimishige Ishizaka; Hisao Tomioka; Teruko Ishizaka (1970年12月1日). “Mechanisms of Passive Sensitization”. The Journal of Immunology 105 (6):  1459-1467. ISSN 0022-1767.
- H Saito, K Hatake, A M Dvorak, K M Leiferman, A D Donnenberg, N Arai, K Ishizaka, and T Ishizaka (1988年4月1日). “Selective differentiation and proliferation of hematopoietic cells induced by recombinant human interleukins”. PNAS (Baltimore, MD: Johns Hopkins University, School of Medicine) 85 (7):  2288-2292.

### 電子版
- Ishizaka, Kimishige; Ishizaka, Teruko; Campbell, Dan H. The Biological Activity of Soluble Antigen-antibody Complexes: II. Physical Properties of Soluble Complexes Having Skin-irritating Activity. The Rockefeller University Press. OCLC 679055797.

## 関連文献
伝記
- 石坂公成『我々の歩いて来た道 : ある免疫学者の回想』黙出版、東京、2000年。ISBN 9784900682481。OCLC 54726073。
- 石坂公成『結婚と学問は両立する―ある科学者夫妻のラヴストーリー』黙出版、東京、2002年。ISBN 9784900682634。OCLC 54720365。